# 1,5 µm
O processo de 1.5 μm se refere ao nível de tecnologia de processo de semicondutor MOSFET que foi comercializado por volta do período de 1981–1982, por empresas líderes de semicondutores como NEC, Intel e IBM.